# Only Prettier
Only Prettier è una canzone della cantante country statunitense Miranda Lambert, estratta come quarto singolo dal suo quarto album studio Revolution. Il video è stato filmato a Joelton, in Tennessee, nel giugno 2010. È in tema anni '50 e in esso recitano famose artiste country come Kellie Pickler, Laura Bell Bundy e Hillary Scott dei Lady Antebellum.

## Classifiche
| Classifica                       | Posizione massima |
| -------------------------------- | ----------------- |
| U.S. Billboard Hot 100           | 61                |
| U.S. Billboard Hot Country Songs | 12                |